# 王串场街道
王串场街道，是中华人民共和国天津市河北区下辖的一个乡镇级行政单位。

## 行政区划
王串场街道下辖以下地区：
宇萃里社区、真诚里社区、迎福里社区、艳泉里社区、水明里社区、秀茵明居社区、华屏里社区、屏花里社区、萃华里社区、盛宇里社区、环盛里社区、容彩里社区、开城里社区和焕玉里社区。